# Walstraat (Rekem)

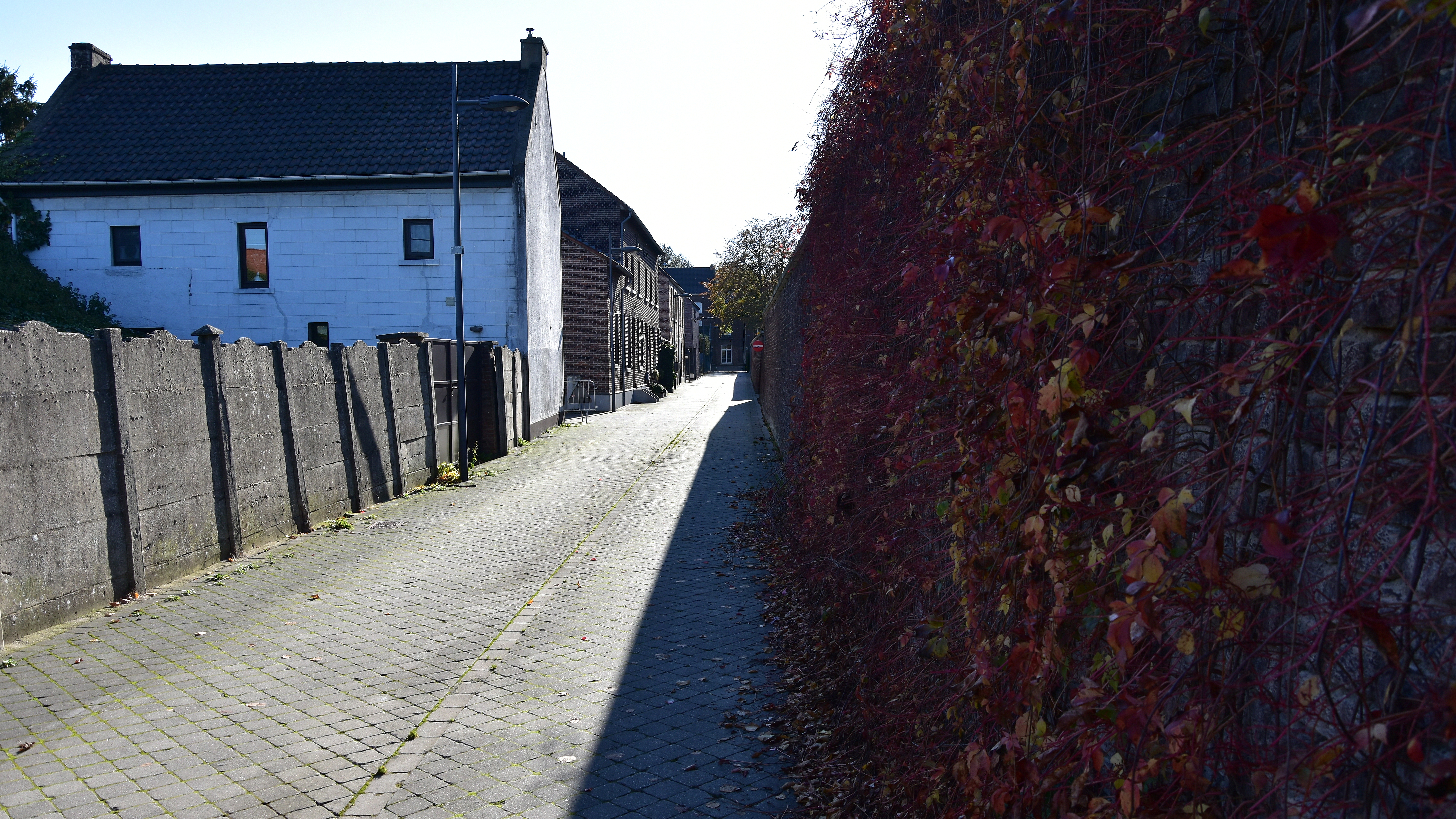
Walstraat in Rekem

De Walstraat is een straat in Oud-Rekem (gemeente Lanaken) in de Belgische provincie Limburg.
Haaks op de Patersstraat vertrekt de Walstraat in noordelijke richting, waarna de straat het tracé van de verdwenen tweede stadsomwalling (gebouwd in opdracht van graaf Ernest d'Aspremont-Lynden in 1625) volgt richting het oosten. In het oosten buigt de straat terug naar het zuiden en gaat vervolgens over in de Schijfstraat. De schaarse bebouwing omvat twee monumentale burgerhuizen uit de tweede helft van de 19e eeuw.
Groenplaats · Herenstraat · Engelenstraat · Isabellastraat · Kanaalstraat · Nieuwe Walstraat · Onder de Linden · Oude God · Patersstraat · Schijfstraat · Walstraat